# كايرفلي
كارفيلي هي مدينة ويلزية تقع على اطراف العاصمة الويلزية كارديف في الطرف الجنوبي من وادي Rhymney،حيث انها تبعد عن مركز مدينة كارديف بمدة 20 دقيقة بالسيارة، ويوجد بها قلعة تاريخية تعتبر رمز تاريخي وشاهد على عراقة المدينة. تعتبر المدينة واحدة من أجمل المدن الريفية في الريف الويلزي حيث انها تقع على تلال تطل على معظم قرى العاصمة كارديف. يمكن الوصول للمدينة بالسيارة أو عن طريق شبكة القطارات التي تمر بأغلبية المدن والقرى الويلزية في الجزيرة البريطانية.